# Dubai Waterfront
Het Dubai Waterfront is een gepland project in Dubai (Verenigde Arabische Emiraten). Het project is een combinatie van kanalen en kunstmatige eilanden en zal bestaan uit verschillende zones met gemengde functies, waaronder kantoren, woningen, hotels, vakantieresorts en parken. De visie van het project van Nakheel Properties is "het creëren van een bestemming van topklasse voor bewoners, bezoekers en zakenreizigers in 's werelds snelst groeiende stad". Wanneer het gereed komt zal Dubai Waterfront het grootste kunstmatige stuk land ter wereld zijn.

## Ontwerp en indeling
De kunstmatige eilanden, gevormd als een cirkelboog, omringen in het plan gedeeltelijk Palm Jebel Ali, een van de palmeilanden en eveneens een project van Nakheel. Een ander onderdeel van het project is de aanleg van het Arabian Canal, een kanaal van ruim 75 kilometer, dat zal worden aangelegd van de kust tot diep in de woestijn. Dubai Waterfront zal de kustlijn van Dubai uitbreiden met 820 kilometer. Het project zal bestaan uit 440 km² aan water- en landontwikkelingen (een gebied zeven keer groter dan Manhattan of bijna even groot als de Noordoostpolder). De ontwikkelaar verwachtte dat uiteindelijk 400.000 mensen in Dubai Waterfront zullen wonen.
Het project bevat honderden aan het water gelegen deelprojecten en geplande stadswijken. Het gebied is opgedeeld in tien hoofdsectoren, waaronder Madinat Al Arab, wat gepland is als nieuw Central Business District. Middelpunt van Madinat Al Arab zou oorspronkelijk Nakheel Tower worden; een wolkenkrabber die eenmaal gebouwd waarschijnlijk tussen de 700 en 1200 meter zal zijn, waarmee het een van de hoogste gebouwen ter wereld wordt. Projectontwikkelaar Nakheel heeft ondertussen bekendgemaakt dat deze toren niet meer in Dubai Waterfront zal komen, maar in de buurt van Dubai Marina. De eerste fase van Madinat Al Arab (30%) was onthuld voor een beperkte geïnviteerde groep van projectontwikkelaars uit de Verenigde Arabische Emiraten en de Gulf Cooperation Council in juli 2005. Binnen vijf dagen was de gehele fase uitverkocht voor meer dan 13 miljard AED.

## Ontwikkeling
In 2007 werd begonnen met de eerste werkzaamheden aan het project. Een deel van het Madinat Al Arab werd opgespoten. Maar het Waterfront-project kwam stil te liggen ten gevolge van de wereldwijde financiële crisis in 2009. Nakheel werd gedwongen meer dan 11 miljard dollar aan schulden te herstructureren en veel van zijn projecten terug te schroeven. In december 2011 heeft Nakheel 13 ongebruikte bouwkranen te koop aangeboden die bedoeld waren voor gebruik in het Waterfront-project. Het is onbekend of en wanneer werkzaamheden aan het project zullen worden hervat.